# Dickie Baugh (Fußballspieler, 1864)
Richard „Dickie“ Baugh (* 14. Februar 1864 in Wolverhampton; † 14. August 1929 ebenda) war ein englischer Fußballspieler. Als rechter Verteidiger spielte er zum Ende des 19. Jahrhunderts zehn Jahre für die Wolverhampton Wanderers, bestritt in dieser Zeit drei FA-Cup-Endspiele und gewann davon eins im Jahr 1893 nach einem 1:0-Erfolg gegen den FC Everton.

## Sportlicher Werdegang
Baugh (gesprochen „Bau“) besuchte die St. Luke’s School in Blakenhall, die „Geburtsstätte“ der Wolverhampton Wanderers, erlernte das Fußballspielen aber beim ebenfalls in Wolverhampton beheimateten Klub Stafford Road. Kurz bevor es ihn dann doch zu den „Wolves“ zog, hatte er bereits in der englischen Nationalmannschaft sein Länderspieldebüt gegeben und am 13. März 1886 im irischen Ballynafeigh Park die damalige Auswahl Gesamtirlands mit 6:1 besiegt.
Gut zwei Jahre später stand Baugh – wie auch sein Nationalmannschaftskollege und Gegenstück auf der linken Seite Charlie Mason – in der Mannschaft, die in der Saison 1888/89 das erste nationale Ligaspiel der Wolverhampton Wanderers bestritt, das am 8. September 1888 gegen Aston Villa mit einem 1:1-Remis endete. Dazu bestritt er alle Hauptrundenspiele im FA Cup, zog 1889 ins Finale ein und verlor dieses mit 0:3 gegen Preston North End, dem im Monat zuvor zum ersten englischen Fußballmeister gekürten Klub. Das Verteidigerpaar Mason–Baugh stand auch am 15. März 1890 gemeinsam für England auf dem Platz und Baughs zweites (und letztes) Länderspiel an selber Stätte gegen denselben Gegner wurde noch deutlicher mit 9:1 gewonnen.
Die weiteren Höhepunkte in Dickies Baughs Karriere waren 1893 und 1896 jeweils das nochmalige Erreichen des FA-Cup-Endspiels. Während das 1896er Finale gegen The Wednesday, das zugleich sein letzter Pflichtspielauftritt für die „Wolves“ war, mit 1:2 verloren ging, hatte der 25. März 1893 im Fallowfield Stadium nach einem 1:0-Sieg gegen den FC Everton Baugh den einzigen nationalen Titel in seiner Karriere beschert. Nach insgesamt 227 Pflichtspielen und einem Tor – dieses schoss er am 8. Dezember 1894 gegen den FC Liverpool (3:3) – verließ der langjährige Stammspieler den Klub in Richtung des FC Walsall. Er blieb noch lange nach dem Ende seiner Laufbahn bei den Wolves hochgeschätzt und die besondere Verbindung der Baugh-Familie zum Verein wurde später auch dadurch deutlich, dass sein gleichnamiger Sohn nach dem Ersten Weltkrieg über 100 Ligaspiele für den Verein absolvierte.
Aufgrund anhaltender Knieprobleme beendete Baugh, der trotz seiner aggressiven Spielweise als äußerst fair galt und auch für einen Abwehrspieler über gute technische Fähigkeiten verfügte, seine Karriere nach nur einem Jahr in Diensten des Zweitligisten.

## Erfolge
- Englischer Pokalsieger: 1893